# Kolike
Kólika je krčevita bolečina v trebuhu, ki jo povzročajo krči gladkega mišičja Pogosto se pojavljajo pri dojenčkih, zlasti v prvih treh mesecih življenja in kasneje običajno nenadoma izzvenijo.
Kolike se pojavljajo tudi pri odraslih, in sicer iz različnih vzrokov in v različnih predelih trebuha:
- abdominalna kolika, ki se pojavlja v trebušni votlini;
- črevesna kolika je krčevita bolečina ob črevesni peristaltiki;
- ledvična kolika, ki nastane zaradi potovanja ledvičnih kamnov;
- menstruacijska kolika, ki opisuje boleče krče v času menstruacije;
- svinčena kolika pri zastrupitvi s svincem;
- žolčna kolika, ki se lahko pojavi zaradi krčenja žolčevodov.

## Kolike pri dojenčkih
Če majhen otrok joka več kot tri ure na dan najmanj tri dni v tednu govorimo o kolikah. Kolike so zelo pogoste, saj se pojavljajo pri skoraj tretjini otrok. Običajno se začnejo, ko je otrok star dva do štiri tedne, izginejo pa okoli tretjega meseca starosti. Znamenja so lahko različno močna in pogosta. Otrok, ki ga mučijo kolike, je običajno zdrav, rad je, ima dober tek in je videti popolnoma v redu, kadar ne joče. Kolike se kažejo kot izbruhi razdražljivosti z jokom. Pogostejše so popoldne, zvečer in ponoči, zato morda svoje prispeva tudi to, da je otrok utrujen. Nobeden od običajnih postopkov, s katerimi sicer otroka pomirimo, ne pomaga: ne hrana, ne pestovanje, ne prigovarjanje. Značilen izbruh joka običajno traja štiri do pet minut. Ko mine, se otrok malce sprosti in mislimo že, da bo zaspal, pa se začne naslednji izbruh joka. Marsikdaj lahko slišite gibanje v črevesju in brbotanje plinov v želodcu. Stari ljudje so kolike razlagali kot posledice krčev v prebavilih. Pri otrocih, hranjenih po steklenički, so kolike enako pogoste, kot pri dojenih otrocih.
Vzrok ni pojasnjen. Starejše razlage so bile, da kolike povzroča napenjanje zaradi ujetih plinov v prebavilih. Novejše študije nakazujejo, da je vzrok v spremenjeni črevesni flori – dokazali so povezavo s pomanjkanjem bakterije Lactobacillus acidophilus. Nekatere od teh študij priporočajo uporabo probiotikov (ki vsebujejo npr. Lactobacillus acidophilus ali Lactobacillus reuteri) za izboljšanje simptomov.